# غاف أشوك
غاف أشْوَك (الاسم العلمي: Prosopis ferox)، نوع أشجار من فصيلة البقولية. موطنها وسط جنوب أمريكا الجنوبية، في المناطق المرتفعة في وسط بوليفيا وأقصى شمال غرب الأرجنتين. موئله الوديان الجافة الواقعة بين جبال الأنديز، ومناطق الجبال والمرتفعات في بونا.